# Papež Lucij I.
Sveti Lucij I., papež in mučenec, Rimskokatoliške cerkve, * okoli 200 n. št., Rim (Italija, Rimsko cesarstvo); † 5. marec 254, Rim ( Italija, Rimsko cesarstvo). V Rimskokatoliški cerkvi god 5. marca.

## Življenjepis
Cerkev je vodil od 25. junija 253 do 5. marca 254. Takoj po izvolitvi ga je cesar Trebonij Gal poslal v izgnanstvo; v Rim se je mogel vrniti šele po cesarjevi smrti in izgnanstvo mu je še povečalo ugled. V nasprotju z Novacijanom je podobno kot njegov predhodnik Kornelij zagovarjal milejšo spokorno prakso.

### Določbe
- Papeža morata vedno spremljati vsaj po dva duhovnika in dva diakona. To je določil verjetno zato, da se ne bi ponovila obrekovanja, ki jih je naperil zoper Kalista Hipolit, ali pa zoper Kornelija Novacijan; morebiti pa tudi zaradi osebne varnosti in večjega zunanjega sijaja.[3]

## Smrt in češčenje
Po Evzebiju je vladal komaj osem mesecev; viri poročajo, da je pretrpel mučeništvo pod Valerijanom in da so ga pokopali v Kalistovih katakombah.Tam lahko vidimo njegov nagrobni kamen z napisom „Lukis”.

### Ocena
Viri se strinjajo v tem, da je umrl mučeniške smrti. Na to kaže sovražen odnos takratnih cesarjev do kristjanov kakor tudi izredno kratek čas njegovega vladanja.